# Rekursive Isomorphie
Rekursive Isomorphie ist in der Berechenbarkeitstheorie eine Äquivalenzrelation auf Mengen natürlicher Zahlen.

## Definition
Mengen {\displaystyle A;B\subseteq \mathbb {N} } natürlicher Zahlen heißen rekursiv isomorph {\displaystyle A\equiv B}, falls es eine totale berechenbare Bijektion {\displaystyle i\colon \mathbb {N} \to \mathbb {N} } gibt, so dass {\displaystyle i(A)=B} gilt.
Nummerierungen {\displaystyle \mu ;\nu \colon \mathbb {N} \to M} einer (höchstens) abzählbaren Menge {\displaystyle M} heißen rekursiv isomorph, falls es eine ebensolche Bijektion {\displaystyle i\colon \mathbb {N} \to \mathbb {N} } mit {\displaystyle \mu =\nu \circ i} gibt.
Die Abbildung {\displaystyle i} heißt dann rekursiver Isomorphismus.

## Eigenschaften
- Rekursive Isomorphie ist eine Äquivalenzrelation auf der Potenzmenge {\displaystyle {\mathcal {P}}(\mathbb {N} )} der natürlichen Zahlen.
  - Insbesondere ist sie transitiv.
- Ist {\displaystyle i\colon \mathbb {N} \to \mathbb {N} } ein rekursiver Isomorphismus, so ist notwendig auch seine Umkehrfunktion {\displaystyle i^{-1}} berechenbar.
- Eine Menge ist genau dann rekursiv isomorph zum Halteproblem {\displaystyle H}, wenn sie kreativ ist.
  - Dies sind außerdem nach unten stehendem Satz genau die RE-vollständigen Mengen.

## Isomorphiesatz von Myhill
Folgender Satz von John Myhill liefert eine Charakterisierung des Begriffes der rekursiven Isomorphie:
Seien {\displaystyle A;B\subseteq \mathbb {N} } erneut Mengen natürlicher Zahlen, so gilt:
{\displaystyle A\equiv B\Leftrightarrow A\preceq _{1}B\land B\preceq _{1}A}
Zwei Mengen sind also genau dann rekursiv isomorph, wenn sie one-one-äquivalent sind.
Der Beweis zu diesem Satz ist eine effektive Variante des Beweises des Satzes von Schröder-Bernstein.
In der Theorie der Turing-Grade lässt sich mit Hilfe des Isomorphiesatzes eine weitere wichtige Äquivalenz folgern:
{\displaystyle A\equiv _{T}B\Leftrightarrow A'\equiv B'}
Zwei Mengen befinden sich also genau dann im gleichen Turing-Grad, wenn ihre jeweiligen Turing-Sprünge rekursiv isomorph sind.